# Illian Hernández
Illian Gerardo Hernández Vargas (ur. 12 kwietnia 2000 we Fresnillo) – meksykański piłkarz występujący na pozycji napastnika, od 2025 roku zawodnik Pachuki.